# Pearl Jam 1993 European/North American Tour
Pearl Jam 1993 European/North American Tour è un tour del gruppo statunitense Pearl Jam intrapreso dopo aver partecipato al Lollapalooza e dopo aver terminato le registrazioni per il secondo album. Nella parte europea, negli show italiani, i Pearl Jam furono di spalla agli U2, mentre in un buon numero di show di ambedue le parti, la band aprì per Neil Young

## Date

### Warm-Up Shows
- 16/06/93 -  Missoula, Montana - University Theatre, University of Montana - Missoula
- 17/06/93 -  Spokane, Washington - The Met

### Europe Leg
- 26/06/93 -  Oslo, Norvegia - Sentrum Scene
- 27/06/93 -  Oslo, Norvegia - Isle of Calf Festival (Kalvoya) (in supporto di Neil Young)
- 28/06/93 -  Stoccolma, Svezia - Sjöhistoriska Museet (in supporto di Neil Young)
- 30/06/93 -  Helsinki, Finlandia - Helsingin Jäähalli (in supporto di Neil Young)
- 02/07/93 -  Verona, Italia - Stadio Bentegodi (in supporto degli U2)
- 03/07/93 -  Verona, Italia - Stadio Bentegodi (in supporto degli U2)
- 06/07/93 -  Roma, Italia - Stadio Flaminio (in supporto degli U2)
- 07/07/93 -  Roma, Italia - Stadio Flaminio (in supporto degli U2)
- 10/07/93 -  Slane, Irlanda - Slane Castle (in supporto di Van Morrison e Neil Young)
- 11/07/93 -  Londra, Inghilterra - Finsbury Park (in supporto di Neil Young)
- 13/07/93 -  Londra, Inghilterra - Carling Academy Brixton
- 14/07/93 -  Londra, Inghilterra - Carling Academy Brixton
- 16/07/93 -  Rotterdam, Paesi Bassi - Ahoy Rotterdam
- 17/07/93 -  Rotterdam, Paesi Bassi - Ahoy Rotterdam
- 18/07/93 -  Amsterdam, Paesi Bassi - Paradiso

### North America Leg
- 11/08/93 -  Calgary, Alberta, Canada - Max Bell Centre
- 12/08/93 -  Edmonton, Alberta, Canada - Convention Center
- 14/08/93 -  Gimli, Manitoba, Canada - Gimli Motorsport Park
- 17/08/93 -  Hull, Québec, Canada - Robert Guertin Centre
- 18/08/93 -  Toronto, Ontario, Canada - Exhibition Stadium (in supporto di Neil Young)
- 19/08/93 -  Montréal, Québec, Canada - Verdun Auditorium
- 02/09/93 -  Los Angeles, California, USA - Viper Room
- 04/09/93 -  Vancouver, Columbia Britannica, Canada - BC Place Stadium (in supporto di Neil Young)
- 04/09/93 -  Seattle, Washington, USA - Rendevous Club
- 05/09/93 -  George, Washington, USA - The Gorge Amphitheatre (in supporto di Neil Young)
- 06/09/93 -  Portland, Oregon, USA - Portland Meadows Race Track (in supporto di Neil Young)

## Formazione
- Jeff Ament - Basso
- Stone Gossard - Chitarra ritmica
- Mike McCready - Chitarra solista
- Eddie Vedder - Voce, chitarra
- Dave Abbruzzese - Batteria

## Gruppi di spalla
Warm-Up Shows
- Orgone Box - (16/06/93)
- Lazy Susan - (17/06/93)

Europe Leg
- James - (11/07/11/93)
- Teenage Fanclub - (11/07/93)
- 4 Non Blondes - (11/07/93)
- Tribe After Tribe - (13/07/93 - 18/07/93)

North America Leg
- Cadillac Tramps - (11/08/93-12/08/93)
- Doughboys - (17/08/93, 19/08/93)
- The Darling Buds - (02/09/93)
- Blind Melon - (05/09/93 - 06/09/93)